# الدوري اليوناني 1987–88
الدوري اليوناني لكرة القدم 1987–88 (باليونانية: Α΄ Εθνική ποδοσφαίρου ανδρών 1987-1988)‏ هو الموسم 29، و52 من  الدوري اليوناني لكرة القدم. أقيم خلال الفترة 6 سبتمبر 1987 وحتى 15 مايو 1988، والذي يشرف على تنظيمه الاتحاد الإغريقي لكرة القدم، وكان عدد الأندية المشاركة فيه  16، وفاز فيه نادي لاريسا بعد أن لعب 30 مباراة وفاز بـ 18 منها.

## نتائج الموسم
| المركز | فريق        | لعب | ف  | ت | خ | له | عليه | ف.أ | نقاط | ملاحظة |
| ------ | ----------- | --- | -- | - | - | -- | ---- | --- | ---- | ------ |
| 1      | نادي لاريسا | 30  | 18 | 7 | 5 | 51 | 22   | +29 |      |        |